# Verenigd Koninkrijk op het Eurovisiesongfestival 1978
Het Verenigd Koninkrijk deed in 1978 voor de eenentwintigste keer mee aan het Eurovisiesongfestival. De groep Co-co
was gekozen door de BBC door een nationale finale om het land te vertegenwoordigen.

## Nationale voorselectie
Onder de titel A Song for Europe 1978 hield het Verenigd Koninkrijk een nationale finale om de artiest en het lied te selecteren voor het Eurovisiesongfestival 1978. De nationale finale werd gehouden op 31 maart 1978 en werd gepresenteerd door Terry Wogan.
De winnaar werd gekozen door veertien regionale jury's.
| Artiest             | Lied                           | Plaats | Punten |
| ------------------- | ------------------------------ | ------ | ------ |
| Christian           | Shine it on                    | 3      | 114    |
| Brown Sugar         | Oh no, Look what you've Done   | 11     | 49     |
| Fruit-Eating Bears  | Door in my Face                | 11     | 49     |
| Jacquie Sullivan    | Moments                        | 6      | 106    |
| Sunshine            | Too much in love               | 8      | 81     |
| Ronnie France       | Lonely lights                  | 9      | 68     |
| The Jarvis Brothers | One glance                     | 3      | 114    |
| Co-co               | The old bad days               | 1      | 135    |
| Bob James           | We got it bad                  | 10     | 66     |
| Midnight            | Don't bother to knock          | 2      | 116    |
| Babe Rainbow        | Don't Let me Stand in your Way | 7      | 84     |
| Labi Siffre         | Solid love                     | 5      | 110    |

## In Parijs
In de Britse stad Parijs moest het Verenigd Koninkrijk aantreden als 8ste, net na Spanje en voor Zwitserland.
Op het einde van de puntentelling bleek dat ze op een elfde plaats waren geëindigd met 61 punten. Dit was tot dan toe de slechtste prestatie ooit voor het land en zou slechts verbroken worden in 1987.
Van Nederland ontvingen ze twee punten en van België vier.

### Gekregen punten

#### Finale
| 12 punten                | 10 punten | 8 punten                                  | 7 punten                                       | 6 punten             |
| ------------------------ | --------- | ----------------------------------------- | ---------------------------------------------- | -------------------- |
|                          |           | - Duitsland                               | - Monaco                                       | - Portugal - Turkije |
| 5 punten                 | 4 punten  | 3 punten                                  | 2 punten                                       | 1 punt               |
| - Luxemburg - Oostenrijk | - België  | - Griekenland - Ierland - Spanje - Zweden | - Frankrijk - Israël - Nederland - Zwitserland |                      |

### Punten gegeven door Verenigd Koninkrijk

#### Finale
Punten gegeven in de finale:
| 12 punten | België      |
| 10 punten | Monaco      |
| 8 punten  | Frankrijk   |
| 7 punten  | Luxemburg   |
| 6 punten  | Italië      |
| 5 punten  | Israël      |
| 4 punten  | Zweden      |
| 3 punten  | Nederland   |
| 2 punten  | Zwitserland |
| 1 punt    | Turkije     |

1957 · 1958 · 1959 · 1960 · 1961 · 1962 · 1963 · 1964 · 1965 · 1966 · 1967 · 1968 · 1969 · 1970 · 1971 · 1972 · 1973 · 1974 · 1975 · 1976 · 1977 · 1978 · 1979 · 1980 · 1981 · 1982 · 1983 · 1984 · 1985 · 1986 · 1987 · 1988 · 1989 · 1990 · 1991 · 1992 · 1993 · 1994 · 1995 · 1996 · 1997 · 1998 · 1999 · 2000 · 2001 · 2002 · 2003 · 2004 · 2005 · 2006 · 2007 · 2008 · 2009 · 2010 · 2011 · 2012 · 2013 · 2014 · 2015 · 2016 · 2017 · 2018 · 2019 · 2020 · 2021 · 2022 · 2023 · 2024 · 2025